# 川水流站
川水流站（日语：／ Kawazuru eki */?）是位於宮崎縣延岡市北方町川水流小字卯，高千穗鐵道的高千穗線車站（廢站）。

## 歷史
- 1936年（昭和11年）4月12日 - 國鐵日之影線日向岡元站至此站之間開通，此站啟用。
- 1937年（昭和12年）9月3日 - 此站至槙峰站之間開通。
- 1987年（昭和62年）4月1日 - 伴隨國鐵分割民營化，車站由九州旅客鐵道（JR九州）營運[1][2][3]。
- 1989年（平成元年）4月28日 - 高千穗線由高千穗鐵道接管，成為高千穗鐵道高千穗線車站[4]。
- 2005年（平成17年）9月6日 - 受到颱風彩蝶吹襲九州，使高千穗鐵道全線暫停服務。
- 2007年（平成19年）9月6日 - 高千穗線延岡站至此站之間廢止，此站廢止。

## 車站構造
車站是一座地面車站，設有1面2線的島式月台。車站大樓是在舊國鐵時代已經存在，並且是一座木製建築物。此站是無人車站。
此站設有維護車輛專用的路軌，在2005年受到颱風吹襲後，停泊於此站的車輛全部被水淹浸，影響鐵路線的存亡。

## 車站周邊
- 國道218號（日语：国道218号）
- 延岡市北方町綜合支所（舊・北方町（日语：北方町 (宮崎県)）公所）
- 延岡市立北方小學·中學
- 川水流郵局

## 使用狀況
在2003年度，1日平均乘車人次為79人。

## 相鄰車站
高千穗鐵道
高千穗線
曾木－川水流－上崎

## 注腳
1. ↑  九州鉄道百年祭実行委員会・百年史編纂部会 (编).  初版. 九州旅客鉄道. 1988: 181 （日语）.
2. ↑  『交通年鑑 昭和63年版』 交通協力會，1988年3月。
3. ↑  今村都南雄 『民営化の效果と現実NTTとJR』 中央法規出版，1997年8月。ISBN 978-4805840863
4. ↑  鈴木文彥. . 鐵道雜誌 (鐵道雜誌社). 1997-03, 31 (3): 76–83.
5. ↑  宮崎縣統計年鑑